# Pseudeusemia bicolorata
Pseudeusemia bicolorata là một loài bướm đêm trong họ Geometridae.